# Soltau
Soltau er en tysk by i Landkreis Heidekreis i Niedersachsen. Forlystelsesparken Heide Park ligger tæt på Soltau.
52°59′00″N 9°50′00″Ø / 52.9833°N 9.8333°Ø